# Marțian Negrea

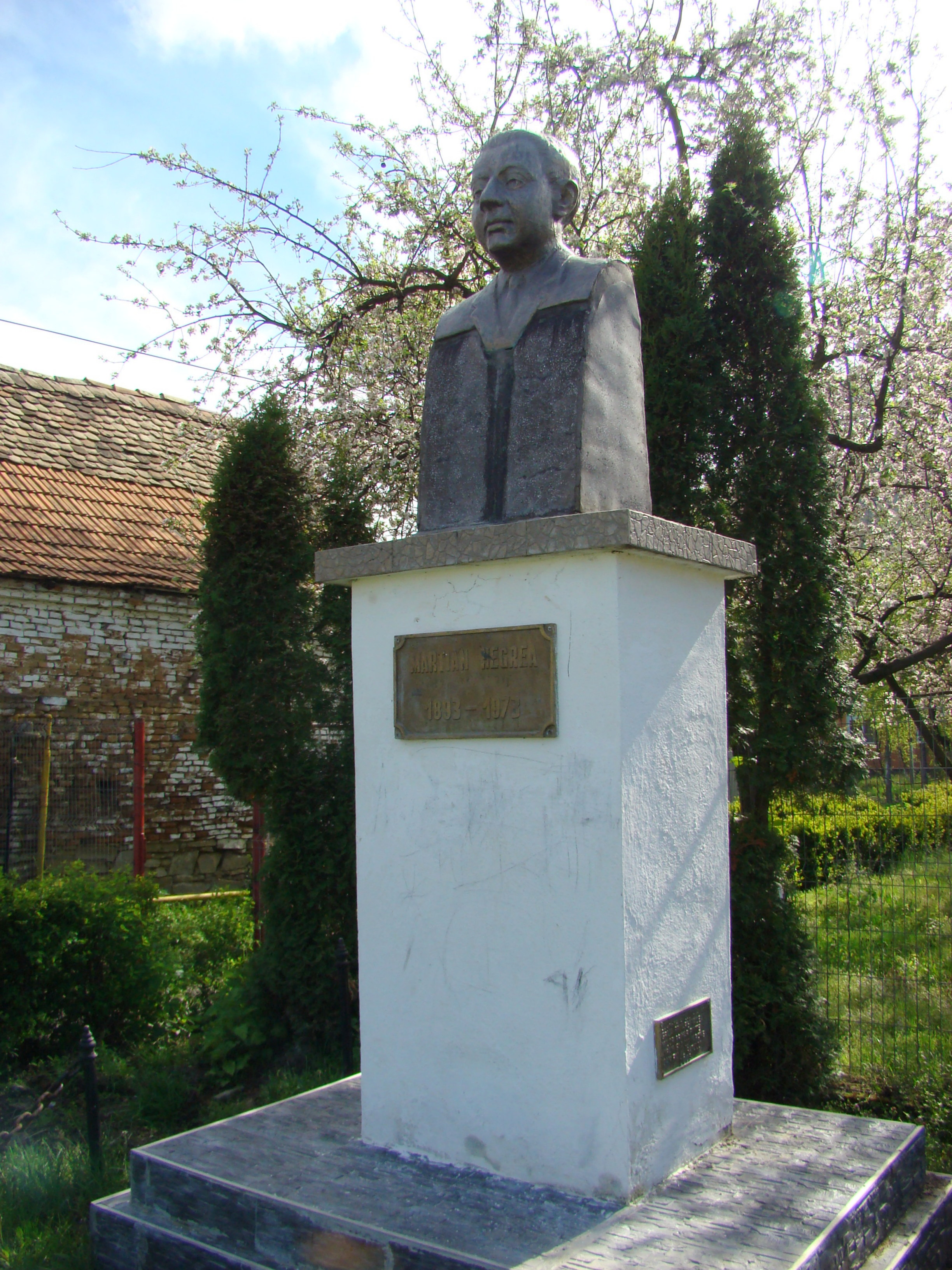
Bustul lui Marțian Negrea din satul natal, Valea Viilor

Marțian Negrea (n. 29 ianuarie 1893, Valea Viilor, Sibiu, România – d. 13 iulie 1973, București, România) a fost un compozitor, profesor și dirijor român.

## Biografie
Și-a început studiile muzicale la Sibiu (1910-1914), continuându-le la Viena (1918-1921) cu muzicianul de origine română Eusebie Mandicevschi și cu Franz Schmidt.
La Viena a luat contact cu marea tradiție muzicală germană, dar și cu tendințele postromantice ale vremii, care i-au influențat din plin limbajul armonic.
Întors în țară, Marțian Negrea a ocupat în cursul anilor mai multe posturi de profesor la Conservatorul din Cluj, unde a predat teoria formelor muzicale și a instrumentelor, contrapunct, muzică de cameră, (1921-1941) și la Conservatorul din București (1941-1963).
Prima publicare a zece piese în caracter românesc extrase din Codex Caioni a fost făcută de compozitorul Marțian Negrea, într-unul din studiile sale.
A scris și patru tratate de muzică: de forme muzicale (1923), de contrapunct și fugă (1957) și de armonie (1958).
Creația sa muzicală, deși nu prea numeroasă, cuprinde toate genurile.

## Compoziții

#### muzică de cameră
- Cvartet de coarde, op. 17, 1949
- Suita pentru clarinet și pian, op. 27, 1960
- Martie și Ghețarul, piesă pentru flaut inspirată de un poem de Lucian Blaga,[10]
- Piesa “Ghețarul de la Scărișoara” pentru clarinet și pian

#### pian solo[11]
- 3 Miniaturi pentru pian, pentru copii: Melc, melc codobelc; Dans românesc; Văleanca [1920 - 1945] . - Durată: 4' ; București: Editura Didactică și Pedagogică , 1963
- 3 Schițe românești pentru pian: Cîntec de leagăn; Nocturnă; Din muntii [1920 - 1945] . - Durată: 11' 45 ; Revista de Muzică și Poezie , 1936 . - nr. 7 ; București: Editura Societatea Compozitorilor Români , 1946
- Canoane, preludii, corale, fugi, op. 2. - 1919
- Rondo pentru pian, op. 4 - 1920 . - Durată: 8' ; Cluj: Editura autorului , 1922
- Impresii de la țară, op. 6, suită pentru pian: Preludiu; A fost odată; Fusul; Jocul ielelor; Sara-n poartă; Alunelul - 1921 . - Durată: 14' 30 ; București: ESPLA , 1957; București: Editura Muzicală , 1966
- Sonată pentru pian, op. 5, în Sol major - 1921 . - Durată: 12'
- Sonatină pentru pian, op. 8, în la minor: Allegro moderato; Variațiuni la cîntecul "Foaie verde trei bujori"; Allegro - 1922 . - Durată: 15' 10 ; București: Editura Societatea Compozitorilor Români, 1924 ; București: Editura Muzicală , 1959

#### muzică simfonică
- Simfonia primăverii, op. 23, 1956;
- Concert pentru orchestră, op. 28, 1963
- Suita simfonică Povești din Grui, op. 15
- Fantezie simfonică, op. 5, 1921
- Divertimento pentru orchestră, 1951
- Recrutul, op. 21, 1953
- Sărbătoarea muncii, op. 25, 1958

#### muzică vocal-simfonică
- Recviem, op. 25, 1957

#### muzică de film
- Prin Munții Apuseni, op. 20, 1952

#### operă
- Marin Pescarul, op. 12, 1933 (cu libretul inspirat din nuvela Păcat boieresc de Mihail Sadoveanu)

muzică corală
- Album de coruri mixte, op. 10 1921-1938
- Album de coruri pentru copii, op. 11, pentru 2-3 voci egale
- Psalmul 123, text de rugăciune
- Păstorița, 1959, cor mixt, versuri de George Coșbuc
- Floare roșie, 1961, cor mixt, versuri de Ion Boldici
- Doină și joc din Oaș, 1968, cor mixt, versuri populare
- Triptic bucolic, 1968, cor mixt, versuri populare
- Cât îi muntele de lung, 1969 cor bărbătesc, versuri de Ioan Meițoiu

## Scrieri
- Tratat de instrumente (1925)
- Tratat de forme muzicale (1932)
- Un compozitor român din secolul al XVII-lea: Ioan Căianu (1629-1687), Craiova, Scrisul Românesc, [1941]
- Tratat de contrapunct și fugă (1957)
- Tratat de armonie (1958).

În anul 1996 la inițiativa familiei regretatului doctor Sorin Negrea, fiul compozitorului, a fost înființată Fundația culturală „Marțian Negrea”. Scopul primordial al fundației este promovarea valorilor muzicale românești, interpreți, compozitori, dirijori. Președintele fundației este nepoata artistului, pianista și profesoara Miruna Negrea, iar vicepreședinte este soțul ei, flautistul Adrian Stoica.
În anul 2003, la 30 de ani după moartea sa, în localitatea Valea Viilor, în prezența a numeroase oficialități din județul Sibiu, a fost dezvelit bustul lui Marțian Negrea.

## Distincții
- Medalia „A cincea aniversare a Republicii Populare Române” (24 decembrie 1952) „pentru lupta și munca duse în vederea făuririi, consolidării și prosperării Republicii Populare Române”[15]
- Ordinul Muncii clasa a II-a (21 august 1954) „pentru merite deosebite pe tărîmul construcției de stat, economice, sociale și culturale, cu ocazia celei de a zecea aniversări a eliberării patriei noastre”[16]
- titlul de Maestru emerit al artei (30 decembrie 1957) „cu prilejul împlinirii a 10 ani de la proclamarea Republicii Populare Romîne și pentru merite deosebite în activitatea cultural-artistică”[17]
- Ordinul Muncii clasa I (9 octombrie 1963) „pentru contribuția adusă pe tărîmul pedagogiei muzicale, cu prilejul împlinirii a 70 de ani de la naștere”[18]
- Ordinul „Meritul Cultural” clasa I (19 iunie 1973) „pentru activitate îndelungată și merite deosebite în domeniul creației muzicale, [...] cu prilejul împlinirii vîrstei de 80 de ani”[19]

## Filmografie
Baia Mare, film documentar, 1952, muzică originală
Prin Munții Apuseni, 1958, muzică originală
Marin Pescarul, operă, versiune tv, TVR, regia Marianti Banu, 1972 <refViorel Cosma, p. 62-63/ref>